# Lomanotus barlettai
Lomanotus barlettai is een slakkensoort uit de familie van de Lomanotidae. De wetenschappelijke naam van de soort is voor het eerst geldig gepubliceerd in 1990 door Garcia-Gomez, Lopez-Gonzalez & Garcia.